# 토니 호어
찰스 앤터니 리처드 호어 기사, Kt(Sir Charles Antony Richard Hoare, 1934년 1월 11일 ~ )은 영국의 컴퓨터 과학자이다. 토니 호어(Tony Hoare)로 불린다. 가장 널리 쓰이는 정렬 알고리즘의 하나인 퀵 정렬을 고안해낸 것으로 유명하다.
호어 논리, 형식 언어의 한 종류로 병행 프로세스간 통신을 기술하는데 이용되는 커뮤니케이팅 시퀜셜 프로세스(CSP)의 개발, 프로그래밍 언어인 Occam에도 영향을 끼친 것으로 알려져 있다.
스리랑카의 콜롬보에서 영국인 부모로부터 태어났으며, 1956년 옥스포드 대학에서 고전문학 학사를 받았다. 그 후에 통계학을 배워 러시아에서 자연언어의 기계번역에 관하여 연구를 시작하였다.
1960년 엘리엇 브라더스라는 작은 컴퓨터 제조 회사에 취직하여, 알골 60 프로그램을 개발했으며 알고리즘의 개발에 본격적으로 착수하였다. 1968년에 퀸즈 대학 벨파스트 분교의 컴퓨터 과학 교수가 되었다. 1977년에는 옥스포드로 돌아와 교수직에 취임하였다. 현재는 명예교수로 영국 캐임브리지의 마이크로소프트 리서치의 시니어 연구원으로 있다.
1980년 프로그래밍 언어의 정의와 설계에 대한 공헌을 인정 받아 ACM 튜링 상을 수상하였다.